# Тоні Дейлі
Тоні Дейлі (англ. Tony Daley, нар. 18 жовтня 1967, Бірмінгем) — англійський футболіст, що грав на позиції нападника.
Виступав, зокрема, за клуб «Астон Вілла», а також національну збірну Англії.

## Клубна кар'єра
У дорослому футболі дебютував 1985 року виступами за команду «Астон Вілла», в якій провів дев'ять сезонів, взявши участь у 233 матчах чемпіонату. Більшість часу, проведеного у складі «Астон Вілли», був основним гравцем атакувальної ланки команди.
Згодом з 1994 по 1999 рік грав у складі команд «Вулвергемптон», «Вотфорд» та «Волсолл».
Завершив ігрову кар'єру у команді «Форест Грін Роверс», за яку виступав протягом 1999—2002 років.

## Виступи за збірну
У 1991 році дебютував в офіційних матчах у складі національної збірної Англії.
У складі збірної був учасником чемпіонату Європи 1992 року у Швеції.
Загалом протягом кар'єри в національній команді, яка тривала 2 роки, провів у її формі 7 матчів.